# Noravank
Noravank (armenski Նորավանք, Novi samostan) armenski je samostan iz 13. stoljeća i groblje dinastije Orbelian. Nalazi se u blizini grada Jeghegnadsor a leži oko 90 km jugoistočno od Jerevana, u kanjonu Amaghu, koji je poznat po svojim stijenama boje crvene opeke.
Posebno upečatljiv simbol samostana je fasada princa Burtela Orbeliana, završena 1339. kao mauzolejska crkva (Surb Astvatsatsin). 
Centar cijelog kompleksa je najstarija očuvana građevina, koja je u prvoj polovici 13. stoljeća sagrađena kao krstionica (Surb Karapet), i koja se nalazi sjevernije od ostataka krstionice jedne druge starije krstioničke crkve. 1261. Smbat Orbelian organizira gradnju jednog novog zapadnog gavita na novoj krstioničkoj crkvi.
U kompleksu se nalazi i nekoliko sačuvanih hačkara.

## Fotogalerija
- Noravank
- Fasada mauzolejske crkve
- Istočna fasada mauzolejske crkve
- Pogled na mauzolejsku crkvu sa sjeverozapada
- Pogled na gavit s juga (lijevo) i novu krstionicu (desno), kao i ostaci stare krstionice
- Grobni kamen (1300.) Elikuma Orbeliana

## Vanjske poveznice
- Samostan Noravank na Armenica.org (engleski)
- Samostan Noravank na Armeniapedia.org (engleski)
- Program o samostanu Noravank na Vem Radiu  Arhivirana inačica izvorne stranice od 20. veljače 2012. (Wayback Machine)

39°41′3.60″N 45°13′58.23″E / 39.6843333°N 45.2328417°E